# Bước nhảy hoàn vũ nhí
Bước nhảy hoàn vũ nhí là một phiên bản tiếng Việt của gameshow nổi tiếng của công ty Time Symphony Kids Dancing, do Đài truyền hình Việt Nam thực hiện. Bước nhảy hoàn vũ nhí là một gameshow tìm kiếm tài năng về lĩnh vực vũ đạo, tạo cơ hội cho những trẻ em lứa tuổi 6 – 13 có năng khiếu và đam mê nhảy múa tỏa sáng trên sân khấu biểu diễn chuyên nghiệp. Chương trình được rất nhiều người xem trên truyền hình từ ngày 18/7/2014 đến ngày 29/8/2015. Mỗi mùa giải có 3 đội, trong đó mỗi đội có thí sinh đã đoạt giải cao cuộc thi Bước nhảy hoàn vũ với 1 biên đạo múa để hỗ trợ cho các thí sinh nhí với những tiết mục đặc sắc.

## Mùa 1
Bắt đầu phát sóng vào ngày 18/7/2014, gồm có 3 đội:
Đội Yến Trang - Hà Lê
Đội Đoan Trang - Phan Hiển
Đội Ốc Thanh Vân - Quang Đăng.

### Vòng tuyển chọn
Trong vòng tuyển chọn, các đội sẽ tiến hành " tuyển quân " để tìm cho mình một đội 10 thí sinh. Các đội sẽ theo dõi các tiết mục của thí sinh. Khi họ thấy muốn "tuyển" thí sinh đó vào đội thì phải nhấn nút "TÔI CHỌN BẠN" trong khi phần thi của thí sinh chưa kết thúc. Nếu chỉ một đội nhấn nút, thí sinh sẽ về đội đó. Nếu có nhiều huấn luyện viên nhấn nút, thí sinh được phép chọn lựa huấn luyện viên mình thích và huấn luyện viên cũng được phép dùng mọi cách để " chiêu mộ nhân tài" cho đội của mình. Nếu có tiết mục thể hiện như nhảy đôi, nhảy tập thể, đội sẽ chọn duy nhất 1 bé để vào vòng trong. Khi đội đã đầy chỗ sẽ dừng tuyển trong khi các đội còn lại tiếp tục. Vòng tuyển chọn kết thúc ngay khi tất cả các đội dừng tuyển vì đủ chỗ.

#### Tập 1 (18/7/2014)
| Thứ tự | Thí sinh                | Tuổi | Quê quán              | Thể loại          | Lựa chọn của huấn luyện viên và thí sinh | Lựa chọn của huấn luyện viên và thí sinh | Lựa chọn của huấn luyện viên và thí sinh | Lựa chọn của huấn luyện viên và thí sinh |
| Thứ tự | Thí sinh                | Tuổi | Quê quán              | Thể loại          | Yến Trang & Hà Lê                        | Đoan Trang & Phan Hiển                   | Ốc Thanh Vân & Quang Đăng                |                                          |
| ------ | ----------------------- | ---- | --------------------- | ----------------- | ---------------------------------------- | ---------------------------------------- | ---------------------------------------- | ---------------------------------------- |
| 1      | Trương Quốc Triệu       | 8    | Hà Nội                | Dancesport        | —                                        |                                          | —                                        |                                          |
| 2      | Nhóm 5 công chúa        | 7-8  | Thành phố Hồ Chí Minh | Nhảy hiện đại     | —                                        | —                                        | Gia Hân                                  |                                          |
| 3      | Nguyễn Khôi Nguyên      | 10   | Thái Nguyên           | Dancesport        |                                          |                                          |                                          |                                          |
| 4      | Đào Thái Hoàng Đức      | 11   | Hà Nội                | Hip-Hop           |                                          |                                          |                                          |                                          |
| 5      | Đinh Thùy Dương         | 9    | Hà Nội                | Nhảy hiện đại     |                                          |                                          |                                          |                                          |
| 6      | Trương Thị Lệ Huyền     | 11   | Thành phố Hồ Chí Minh | Múa đương đại     | —                                        |                                          | —                                        |                                          |
| 7      | Như Ý - Văn Đạt         | 6-7  | Thanh Hóa             | Dancesport        | —                                        | —                                        | —                                        |                                          |
| 8      | Nguyễn Kim Anh (Kellie) | 10   | Hà Nội                | Múa đương đại     |                                          |                                          |                                          |                                          |
| 9      | Nguyễn Đặng Yến Nhi     | 7    | Hà Nội                | Nhảy hiện đại     |                                          |                                          |                                          |                                          |
| 10     | Trần Minh Khang         | 10   | Thành phố Hồ Chí Minh | Hip-Hop & Popping |                                          |                                          |                                          |                                          |

#### Tập 2 (25/7/2014)
| Thứ tự | Thí sinh              | Tuổi | Quê quán              | Thể loại      | Lựa chọn của huấn luyện viên và thí sinh | Lựa chọn của huấn luyện viên và thí sinh | Lựa chọn của huấn luyện viên và thí sinh | Lựa chọn của huấn luyện viên và thí sinh |
| Thứ tự | Thí sinh              | Tuổi | Quê quán              | Thể loại      | Yến Trang & Hà Lê                        | Đoan Trang & Phan Hiển                   | Ốc Thanh Vân & Quang Đăng                |                                          |
| ------ | --------------------- | ---- | --------------------- | ------------- | ---------------------------------------- | ---------------------------------------- | ---------------------------------------- | ---------------------------------------- |
| 1      | Nguyễn Đặng Đăng Khoa | 13   | Thành phố Hồ Chí Minh | Popping       | —                                        | —                                        |                                          |                                          |
| 2      | Nguyễn Anh Tú         | 10   | Hà Nội                | Hip-Hop       | —                                        | —                                        | —                                        |                                          |
| 3      | Nhóm dễ thương        | 7-11 | Thành phố Hồ Chí Minh | Belly dance   | —                                        |                                          | Vân Quỳnh                                |                                          |
| 4      | Nguyễn Trang Linh     | 9    | Hà Nội                | Múa đương đại |                                          |                                          |                                          |                                          |
| 5      | Trương Giang Nam      | 13   | Thành phố Hồ Chí Minh | Popping       |                                          |                                          |                                          |                                          |
| 6      | Chắn Huy Nhật         | 13   | Thành phố Hồ Chí Minh | Aerobic       |                                          |                                          |                                          |                                          |
| 7      | Trần Bảo Ngọc         | 8    | Thành phố Hồ Chí Minh | Dancesport    |                                          |                                          |                                          |                                          |
| 8      | Ái My & Ngọc Khánh    | 6-9  | Thành phố Hồ Chí Minh | Nhảy hiện đại | Ái My                                    |                                          |                                          |                                          |
| 9      | Lê Hoàng Sơn          | 10   | Hà Nội                | Dancesport    |                                          |                                          |                                          |                                          |

#### Tập 3 (1/8/2014)
| Thứ tự | Thí sinh                | Tuổi  | Quê quán              | Thể loại      | Lựa chọn của huấn luyện viên và thí sinh | Lựa chọn của huấn luyện viên và thí sinh | Lựa chọn của huấn luyện viên và thí sinh | Lựa chọn của huấn luyện viên và thí sinh |
| Thứ tự | Thí sinh                | Tuổi  | Quê quán              | Thể loại      | Yến Trang & Hà Lê                        | Đoan Trang & Phan Hiển                   | Ốc Thanh Vân & Quang Đăng                |                                          |
| ------ | ----------------------- | ----- | --------------------- | ------------- | ---------------------------------------- | ---------------------------------------- | ---------------------------------------- | ---------------------------------------- |
| 1      | Linh Hoa & Minh Quân    | 10-12 | Thành phố Hồ Chí Minh | Dancesport    | —                                        | Linh Hoa                                 | Minh Quân                                |                                          |
| 2      | Phạm Thị Khánh Vân      | 13    | Hải Phòng             | Dancesport    |                                          | —                                        | —                                        |                                          |
| 3      | Nhóm Sisi               | 11-12 | Thành phố Hồ Chí Minh | Múa dân gian  |                                          | Kim Thư                                  |                                          |                                          |
| 4      | Diễm Quỳnh & Trung Hiếu | 7-8   | Hà Nội                | Dancesport    | —                                        | —                                        | —                                        |                                          |
| 5      | Lê Quốc Huy             | 11    | Đồng Nai              | Hip-Hop       |                                          |                                          |                                          |                                          |
| 6      | Đỗ Trọng Long Khánh     | 9     | Hà Nội                | Bollywood     |                                          | —                                        | —                                        |                                          |
| 7      | Trần Thanh Thảo         | 12    | Hà Nội                | Nhảy hiện đại |                                          |                                          |                                          |                                          |
| 8      | Võ Phương Trinh         | 8     | Đà Nẵng               | Nhảy hiện đại |                                          |                                          | —                                        |                                          |
| 9      | Phạm Châu Anh           | 10    | Hà Nội                | Hip-Hop       |                                          | —                                        | —                                        |                                          |
| 10     | Uyên Nhi & Đình Trung   |       |                       | Dancesport    |                                          | Đình Trung                               | Uyên Nhi                                 |                                          |
| 11     | Nhóm nhảy ?             |       |                       | Nhảy hiện đại | Thanh Thư                                |                                          |                                          |                                          |
| 12     | Nhóm nhảy ?             |       |                       | Nhảy hiện đại |                                          | Hoàn Hảo                                 |                                          |                                          |

### Vòng đối đầu
Mỗi đội sẽ chia 10 thí sinh trong đội của mình làm 5 nhóm nhay đôi, đồng thời chọn cho mỗi đôi bài nhảy và thể loại. Hai thí sinh này sẽ được chính huấn luyện viên hướng dẫn để có phần trình diễn tốt nhất trên sân khấu.
Sau thời gian hướng dẫn, vòng đối đầu được ghi hình. Hai thí sinh bước ra cùng trình diễn tiết mục đã được tập trước các huấn luyện viên. Sau cuộc thi đấu, các đội đưa ra lời nhận xét. Hai đội còn lại có thể đưa ra dự đoán thí sinh lọt vào vòng trong theo ý thích, nhưng quyền quyết định thí sinh nào ở lại và thí sinh nào ra về lại thuộc về huấn luyện viên chủ quản của hai thí sinh đó. Có tiết mục 1 thí sinh đi tiếp hoặc cả hai thí sinh đi tiếp và 2 thí sinh bị loại, và đội khác sẽ cướp thí sinh bị loại của đội kia để bước vào vòng liveshow.
Chú thích
     – Thí sinh chiến thắng trận đấu đối đầu trực tiếp
     - Thí sinh thua trận đấu đối đầu nhưng được HLV bấm nút cứu ngay sau đó
| Tuần               | Thứ tự | Huấn luyện viên           | Thí sinh 1  | Thí sinh 2   | Thể loại                        |
| ------------------ | ------ | ------------------------- | ----------- | ------------ | ------------------------------- |
| Tuần 1 (8/8/2014)  | 1      | Đoan Trang & Phan Hiển    | Bảo Ngọc    | Đình Trung   | Dancesport (Samba)              |
| Tuần 1 (8/8/2014)  | 2      | Ốc Thanh Vân & Quang Đăng | Vân Quỳnh   | Uyên Nhi     | Bellydance - Dancesport         |
| Tuần 1 (8/8/2014)  | 3      | Yến Trang & Hà Lê         | Khôi Nguyên | Long Khánh   | Dancesport                      |
| Tuần 1 (8/8/2014)  | 4      | Ốc Thanh Vân & Quang Đăng | Thanh Thảo  | Minh Quân    | Dancesport - Hiphop             |
| Tuần 1 (8/8/2014)  | 5      | Đoan Trang & Phan Hiển    | Quốc Triệu  | Linh Hoa     | Dancesport                      |
| Tuần 1 (8/8/2014)  | 6      | Yến Trang & Hà Lê         | Khánh Vân   | Châu Anh     | Dancesport (Jive) / Charleston  |
| Tuần 1 (8/8/2014)  | 7      | Đoan Trang & Phan Hiển    | Huy Nhật    | Lệ Huyền     | Múa đương đại / Aerobic / Rumba |
| Tuần 2 (15/8/2014) | 1      | Ốc Thanh Vân & Quang Đăng | Trang Linh  | Gia Hân      | Nhảy hiện đại                   |
| Tuần 2 (15/8/2014) | 2      | Yến Trang & Hà Lê         | Kim Anh     | Thanh Thư    | Múa đương đại / Popping         |
| Tuần 2 (15/8/2014) | 3      | Đoan Trang & Phan Hiển    | Giang Nam   | Kim Thư      | Hiphop - Ballet                 |
| Tuần 2 (15/8/2014) | 4      | Yến Trang & Hà Lê         | Yến Nhi     | Ái My        | Nhảy hiện đại                   |
| Tuần 2 (15/8/2014) | 5      | Yến Trang & Hà Lê         | Hoàng Đức   | Quốc Huy     | Hiphop                          |
| Tuần 2 (15/8/2014) | 6      | Ốc Thanh Vân & Quang Đăng | Thùy Dương  | Hoàng Sơn 1  | Dancesport                      |
| Tuần 2 (15/8/2014) | 7      | Đoan Trang & Phan Hiển    | Hoàn Hảo    | Phương Trinh | Nhảy hiện đại                   |
| Tuần 2 (15/8/2014) | 8      | Ốc Thanh Vân & Quang Đăng | Minh Khang  | Đăng Khoa    | Popping - Hiphop                |

^1  Đoan Trang dùng quyền cướp thí sinh

### Vòng liveshow

#### Liveshow 1 - Đêm cổ tích và truyền thuyết (22/8/2014)
| Đội                       | MSBC | Thí sinh     | Nhạc phẩm                       | Thể loại                        | Kết quả                |
| ------------------------- | ---- | ------------ | ------------------------------- | ------------------------------- | ---------------------- |
| Yến Trang & Hà Lê         | 10   | Yến Nhi      | Alice in wonderland / Tea party | Nhảy hiện đại                   | Yến Trang chọn         |
| Yến Trang & Hà Lê         | 06   | Long Khánh   | You'll be my heart / Two worlds | Múa / Dancesport                | Bị loại                |
| Yến Trang & Hà Lê         | 07   | Khôi Nguyên  | Thằng Bờm                       | Dancesport / Nhảy hiện đại      | Yến Trang chọn         |
| Yến Trang & Hà Lê         | 08   | Châu Anh     | Poor unfortunate Soul           | Nhảy hiện đại / Jazz / Broadway | Khán giả chọn (24.29%) |
| Yến Trang & Hà Lê         | 09   | Kim Anh      | Silent night                    | Múa đương đại                   | Khán giả chọn (29.30%) |
| Đoan Trang & Phan Hiển    | 02   | Bảo Ngọc     | Once upon a dream               | Múa / Dancesport                | Khán giả chọn (24.82%) |
| Đoan Trang & Phan Hiển    | 03   | Huy Nhật     | Gặp mẹ trong mơ                 | Múa đương đại / Aerobic         | Đoan Trang chọn        |
| Đoan Trang & Phan Hiển    | 04   | Phương Trinh | Snow white                      | Nhảy hiện đại                   | Bị loại                |
| Đoan Trang & Phan Hiển    | 05   | Hoàng Sơn    | Dòng máu Lạc Hồng               | Dancesport / Múa                | Đoan Trang chọn        |
| Đoan Trang & Phan Hiển    | 01   | Linh Hoa     | Hạt thóc vàng                   | Múa dân gian                    | Khán giả chọn (24.64%) |
| Ốc Thanh Vân & Quang Đăng | 15   | Thùy Dương   | Fancy                           | Nhảy hiện đại                   | Khán giả chọn (23.81%) |
| Ốc Thanh Vân & Quang Đăng | 11   | Minh Quân    | Fancy                           | Nhảy hiện đại                   | Khán giả chọn (23.44%) |
| Ốc Thanh Vân & Quang Đăng | 14   | Trang Linh   | Mix love on top / Countdown     | Nhảy hiện đại                   | Bị loại                |
| Ốc Thanh Vân & Quang Đăng | 13   | Minh Khang   | Nhạc Mix Hiphop                 | Popping                         | Ốc Thanh Vân chọn      |
| Ốc Thanh Vân & Quang Đăng | 12   | Đăng Khoa    | Remix - Alladin / Skyfall       | Popping                         | Ốc Thanh Vân chọn      |

#### Liveshow 2 - Tình yêu thương & diễn theo đội (29/8/2014)
| Đội                       | MSBC | Thí sinh    | Nhạc phẩm                              | Thể loại                                 |
| ------------------------- | ---- | ----------- | -------------------------------------- | ---------------------------------------- |
| Yến Trang & Hà Lê         | 07   | Khôi Nguyên | What does the fox say / A little party | Chacha - Tango - Samba                   |
| Yến Trang & Hà Lê         | 10   | Yến Nhi     | What does the fox say / A little party | Chacha - Tango - Samba                   |
| Yến Trang & Hà Lê         | 09   | Kim Anh     | Earth song / We are the world          | Rumba - Waltz - múa đương đại            |
| Yến Trang & Hà Lê         | 08   | Châu Anh    | Earth song / We are the world          | Rumba - Waltz - múa đương đại            |
| Yến Trang & Hà Lê         |      | Cả đội      | Applause                               | Đương đại - Dancesport - Hiện đại - Jazz |
| Đoan Trang & Phan HIển    | 02   | Bảo Ngọc    | Tree                                   | Tango - Jive - Rumba - Paso - Đương đại  |
| Đoan Trang & Phan HIển    | 03   | Huy Nhật    | Tree                                   | Tango - Jive - Rumba - Paso - Đương đại  |
| Đoan Trang & Phan HIển    | 01   | Linh Hoa    | Sad violin / Europe's Skies            | Samba - Rumba - Đương đại                |
| Đoan Trang & Phan HIển    | 05   | Hoàng Sơn   | Sad violin / Europe's Skies            | Samba - Rumba - Đương đại                |
| Đoan Trang & Phan HIển    |      | Cả đội      | Ngắm mình dưới trăng                   | Múa công                                 |
| Ốc Thanh Vân & Quang Đăng | 13   | Minh Khang  | Say something                          | Rumba                                    |
| Ốc Thanh Vân & Quang Đăng | 15   | Thùy Dương  | Say something                          | Rumba                                    |
| Ốc Thanh Vân & Quang Đăng | 12   | Đăng Khoa   | Dead and gone                          | Chacha - Paso                            |
| Ốc Thanh Vân & Quang Đăng | 11   | Minh Quân   | Dead and gone                          | Chacha - Paso                            |
| Ốc Thanh Vân & Quang Đăng |      | Cả đội      | Tây du ký                              | Freestyle                                |

Đây là đêm không loại trừ, công bố kết quả diễn ra ở cuối đêm liveshow 3.

#### Liveshow 3 - Đêm nhạc dân gian truyền thống (12/9/2014)
Tập này dự kiến phát sóng vào ngày 5/9/2014, nhưng do trùng với thời điểm lễ trao giải VTV Awards 2014 nên đã bị hoãn lại một tuần.
| Đội                       | MSBC | Thí sinh    | Nhạc phẩm                                    | Thể loại                                 | Kết quả                |
| ------------------------- | ---- | ----------- | -------------------------------------------- | ---------------------------------------- | ---------------------- |
| Yến Trang & Hà Lê         | 09   | Kim Anh     | Dola re dola                                 | Bollywood                                | Bị loại                |
| Yến Trang & Hà Lê         | 07   | Khôi Nguyên | Ta vui xòe nhé / Tình yêu màu nắng remix     | Hiphop - Dancesport - múa dân tộc H'mông | Khán giả chọn (38.58%) |
| Yến Trang & Hà Lê         | 10   | Yến Nhi     | Ta vui xòe nhé / Tình yêu màu nắng remix     | Hiphop - Dancesport - múa dân tộc H'mông | Yến Trang chọn         |
| Yến Trang & Hà Lê         | 08   | Châu Anh    | Circle of life / Where have you been         | Afro - Samba - Jazz                      | Khán giả chọn          |
| Đoan Trang & Phan Hiển    | 03   | Huy Nhật    | Tokyo dift / Son                             | Hiphop - múa dân gian Việt/Nhật          | Bị loại                |
| Đoan Trang & Phan Hiển    | 05   | Hoàng Sơn   | Tokyo dift / Son                             | Hiphop - múa dân gian Việt/Nhật          | Đoan Trang chọn        |
| Đoan Trang & Phan Hiển    | 01   | Linh Hoa    | Mừng tuổi mẹ / Beethoven Virus               | Hiphop - Jive                            | Khán giả chọn (42.90%) |
| Đoan Trang & Phan Hiển    | 02   | Bảo Ngọc    | Võ Đông Sơ / Bạch Thu Hà remix               | Hiphop - Paso                            | Khán giả chọn (30.09%) |
| Ốc Thanh Vân & Quang Đăng | 13   | Minh Khang  | Apsara Remix                                 | Múa Campuchia - popping                  | Khán giả chọn (38.58%) |
| Ốc Thanh Vân & Quang Đăng | 12   | Đăng Khoa   | Apsara Remix                                 | Múa Campuchia - popping                  | Bị loại                |
| Ốc Thanh Vân & Quang Đăng | 15   | Thùy Dương  | Dark horse Revoke remix / Ramalama Bang Bang | Vũ điệu Ai Cập - nhảy hiện đại           | Khán giả chọn (26.91%) |
| Ốc Thanh Vân & Quang Đăng | 11   | Minh Quân   | Epic music Mix                               | Múa dân gian Việt Nam                    | Ốc Thanh Vân chọn      |

#### Liveshow 4 (Bán kết) - Đêm hoạt hình và ước mơ của bé (19/9/2014)
| Đội                       | MSBC | Thí sinh    | Thể loại                   | Kết quả                |
| ------------------------- | ---- | ----------- | -------------------------- | ---------------------- |
| Yến Trang & Hà Lê         | 10   | Yến Nhi     | Jazz - Ballet              | Yến Trang chọn         |
| Yến Trang & Hà Lê         | 08   | Châu Anh    | Múa đương đại              | Bị loại                |
| Yến Trang & Hà Lê         | 07   | Khôi Nguyên | Dancesport - nhảy hiện đại | Khán giả chọn (54.12%) |
| Đoan Trang & Phan Hiển    | 05   | Hoàng Sơn   | Múa đương đại              | Bị loại                |
| Đoan Trang & Phan Hiển    | 02   | Bảo Ngọc    | Múa đương đại              | Đoan Trang chọn        |
| Đoan Trang & Phan Hiển    | 01   | Linh Hoa    | Hiphop - Jive              | Khán giả chọn (54.47%) |
| Ốc Thanh Vân & Quang Đăng | 15   | Thùy Dương  | Jazz Funk                  | Bị loại                |
| Ốc Thanh Vân & Quang Đăng | 11   | Minh Quân   | Múa đương đại              | Ốc Thanh Vân chọn      |
| Ốc Thanh Vân & Quang Đăng | 13   | Minh Khang  | Hiphop                     | Khán giả chọn (47.83%) |

#### Liveshow 5 (Chung kết) - Đêm thần tượng & trình diễn cùng giám khảo/biên đạo (26/9/2014)
| Đội                       | MSBC | Thí sinh    | Nhạc phẩm                 | Thể loại                         | Kết quả            |
| ------------------------- | ---- | ----------- | ------------------------- | -------------------------------- | ------------------ |
| Yến Trang & Hà Lê         | 07   | Khôi Nguyên | Natra đại náo thủy cung   | Nhảy hiện đại - Dancesport       | Giải đồng (14.09%) |
| Yến Trang & Hà Lê         | 07   | Khôi Nguyên | Bang bang remix           | Nhảy hiện đại - Dancesport       | Giải đồng (14.09%) |
| Yến Trang & Hà Lê         | 10   | Yến Nhi     | My apology remix          | Nhảy hiện đại - Dancesport       | Giải bạc (22.63%)  |
| Yến Trang & Hà Lê         | 10   | Yến Nhi     | Bang bang remix           | Nhảy hiện đại - Dancesport       | Giải bạc (22.63%)  |
| Đoan Trang & Phan Hiển    | 02   | Bảo Ngọc    | Pocker face - Bad romance | Nhảy hiện đại - Dancesport       | Giải đồng (12.12%) |
| Đoan Trang & Phan Hiển    | 02   | Bảo Ngọc    | Tự nguyện                 | Nhảy hiện đại - Dancesport - múa | Giải đồng (12.12%) |
| Đoan Trang & Phan Hiển    | 01   | Linh Hoa    | Baby boy - Listen         | Nhảy hiện đại - Dancesport       | Giải vàng (25.17%) |
| Đoan Trang & Phan Hiển    | 01   | Linh Hoa    | Tự nguyện                 | Nhảy hiện đại - Dancesport - múa | Giải vàng (25.17%) |
| Ốc Thanh Vân & Quang Đăng | 13   | Minh Khang  | Gangnam Style             | Popping - nhảy hiện đại          | Giải bạc (18.39%)  |
| Ốc Thanh Vân & Quang Đăng | 13   | Minh Khang  | Tình người duyên ma OST   | Nhảy hiện đại - Dancesport - múa | Giải bạc (18.39%)  |
| Ốc Thanh Vân & Quang Đăng | 11   | Minh Quân   | Treasure / Runaway baby   | Nhảy hiện đại - Dancesport       | Giải đồng (7.5%)   |
| Ốc Thanh Vân & Quang Đăng | 11   | Minh Quân   | Tình người duyên ma OST   | Nhảy hiện đại - Dancesport - múa | Giải đồng (7.5%)   |

## Mùa 2
Bắt đầu phát sóng vào ngày 27/6/2015, gồm có 3 đội:
Đội Minh Hằng - Phan Hiển
Đội Đoan Trang - Hà Lê
Đội Thủy Tiên - Lâm Vinh Hải.

### Vòng tuyển chọn
Trong vòng tuyển chọn, các đội sẽ tiến hành " tuyển quân " để tìm cho mình một đội 10 thí sinh. Các đội sẽ theo dõi các tiết mục của thí sinh. Khi họ thấy muốn "tuyển" thí sinh đó vào đội thì phải nhấn nút "TÔI CHỌN BẠN" trong khi phần thi của thí sinh chưa kết thúc. Nếu chỉ một đội nhấn nút, thí sinh sẽ về đội đó. Nếu có nhiều huấn luyện viên nhấn nút, thí sinh được phép chọn lựa huấn luyện viên mình thích và huấn luyện viên cũng được phép dùng mọi cách để " chiêu mộ nhân tài" cho đội của mình. Nếu có tiết mục thể hiện như nhảy đôi, nhảy tập thể, đội sẽ chọn duy nhất 1 bé để vào vòng trong. Khi đội đã đầy chỗ sẽ dừng tuyển trong khi các đội còn lại tiếp tục. Vòng tuyển chọn kết thúc ngay khi tất cả các đội dừng tuyển vì đủ chỗ.

#### Tập 1 (27/6/2015)
| Thứ tự | Thí sinh                | Tuổi | Quê quán              | Thể loại                   | Lựa chọn của huấn luyện viên và thí sinh | Lựa chọn của huấn luyện viên và thí sinh | Lựa chọn của huấn luyện viên và thí sinh | Lựa chọn của huấn luyện viên và thí sinh |
| Thứ tự | Thí sinh                | Tuổi | Quê quán              | Thể loại                   | Minh Hằng & Phan Hiển                    | Đoan Trang & Hà Lê                       | Thủy Tiên & Lâm Vinh Hải                 |                                          |
| ------ | ----------------------- | ---- | --------------------- | -------------------------- | ---------------------------------------- | ---------------------------------------- | ---------------------------------------- | ---------------------------------------- |
| 1      | Đinh Ngọc Gia Hưng      | 6    | Hà Nội                | Dancesport                 | —                                        |                                          |                                          |                                          |
| 2      | Hà My & Như Minh        | 10   | Hà Nội                | Dancesport                 |                                          | Như Minh                                 |                                          |                                          |
| 3      | Lê Vân Ly               | 11   | Hà Nội                | Dancesport - múa           | —                                        | —                                        | —                                        |                                          |
| 4      | Nhóm Biệt đội ánh sáng  | 6-8  | Hà Nội                | Nhảy hiện đại              | —                                        | —                                        | —                                        |                                          |
| 5      | Tô Kim Thư              | 12   | Thành phố Hồ Chí Minh | Dancesport                 |                                          |                                          | —                                        |                                          |
| 6      | Nguyễn Ngọc Hà My       | 9    | Hà Nội                | Dancesport                 | —                                        |                                          | —                                        |                                          |
| 7      | Diễm Quỳnh & Trung Hiếu | 9-10 | Hà Nội                | Dancesport                 | —                                        |                                          | Trung Hiếu                               |                                          |
| 8      | Vy Khanh                | 12   | Hà Nội                | Dancesport / Nhảy hiện đại |                                          |                                          |                                          |                                          |

#### Tập 2 (4/7/2015)
| Thứ tự | Thí sinh              | Tuổi | Quê quán              | Thể loại                   | Lựa chọn của huấn luyện viên và thí sinh | Lựa chọn của huấn luyện viên và thí sinh | Lựa chọn của huấn luyện viên và thí sinh | Lựa chọn của huấn luyện viên và thí sinh |
| Thứ tự | Thí sinh              | Tuổi | Quê quán              | Thể loại                   | Minh Hằng & Phan Hiển                    | Đoan Trang & Hà Lê                       | Thủy Tiên & Lâm Vinh Hải                 |                                          |
| ------ | --------------------- | ---- | --------------------- | -------------------------- | ---------------------------------------- | ---------------------------------------- | ---------------------------------------- | ---------------------------------------- |
| 1      | Đỗ Trọng Long Khánh   | 10   | Hà Nội                | Dancesport                 |                                          |                                          |                                          |                                          |
| 2      | Nguyễn Thị Thu Trang  | 10   | Thái Nguyên           | Dancesport / Hiphop        | —                                        | —                                        |                                          |                                          |
| 3      | Trương Minh Tuyết Anh | 12   | Hà Nội                | Múa đương đại              | —                                        | —                                        | —                                        |                                          |
| 4      | Nhóm Big baby         | 8-10 | Thành phố Hồ Chí Minh | Nhảy hiện đại              | —                                        | —                                        | —                                        |                                          |
| 5      | Phan Thùy Dương       | 7    | Thành phố Hồ Chí Minh | Dancesport                 |                                          |                                          |                                          |                                          |
| 6      | Đặng Ngọc Châu Anh    | 8    | Hà Nội                | Nhảy hiện đại              |                                          |                                          | —                                        |                                          |
| 7      | Ngô Ngọc Thiên Kim    | 11   | Thành phố Hồ Chí Minh | Dancesport / múa đương đại |                                          | —                                        |                                          |                                          |
| 8      | Hà An & Bảo Anh       | 6-7  | Hà Nội                | Múa                        |                                          | Hà An                                    | Bảo Anh                                  |                                          |

#### Tập 3 (11/7/2015)
| Thứ tự | Thí sinh             | Tuổi | Quê quán              | Thể loại         | Lựa chọn của huấn luyện viên và thí sinh | Lựa chọn của huấn luyện viên và thí sinh | Lựa chọn của huấn luyện viên và thí sinh | Lựa chọn của huấn luyện viên và thí sinh |
| Thứ tự | Thí sinh             | Tuổi | Quê quán              | Thể loại         | Minh Hằng & Phan Hiển                    | Đoan Trang & Hà Lê                       | Thủy Tiên & Lâm Vinh Hải                 |                                          |
| ------ | -------------------- | ---- | --------------------- | ---------------- | ---------------------------------------- | ---------------------------------------- | ---------------------------------------- | ---------------------------------------- |
| 1      | Nguyễn Gia Đạt       | 9    | Gia Lai               | Dancesport       | —                                        | —                                        |                                          |                                          |
| 2      | Mai Hà An            | 8    | Hà Nội                | Dancesport - múa |                                          |                                          | —                                        |                                          |
| 3      | Triệu Yến Trang      | 7    | Hà Nội                | Dancesport - múa | —                                        |                                          | —                                        |                                          |
| 4      | Nguyễn Thị Mỹ Hiền   | 10   | Thành phố Hồ Chí Minh | Nhảy hiện đại    |                                          |                                          |                                          |                                          |
| 5      | Phạm Lê Quốc Hưng    | 9    | Gia Lai               | Dancesport       | —                                        | —                                        | —                                        |                                          |
| 6      | Linh Chi & Minh Đức  | 12   | Quảng Ninh            | Dancesport       | Minh Đức                                 | Linh Chi                                 | —                                        |                                          |
| 7      | Dương Mai Lan        | 9    | Thái Nguyên           | Dancesport       | —                                        |                                          |                                          |                                          |
| 8      | Đức Minh & Thu Trang | 6-7  | Quảng Ninh            | Dancesport       |                                          |                                          |                                          |                                          |

#### Tập 4 (18/7/2015)
| Thứ tự | Thí sinh                 | Tuổi | Quê quán              | Thể loại                            | Lựa chọn của huấn luyện viên và thí sinh | Lựa chọn của huấn luyện viên và thí sinh | Lựa chọn của huấn luyện viên và thí sinh | Lựa chọn của huấn luyện viên và thí sinh |
| Thứ tự | Thí sinh                 | Tuổi | Quê quán              | Thể loại                            | Minh Hằng & Phan Hiển                    | Đoan Trang & Hà Lê                       | Thủy Tiên & Lâm Vinh Hải                 |                                          |
| ------ | ------------------------ | ---- | --------------------- | ----------------------------------- | ---------------------------------------- | ---------------------------------------- | ---------------------------------------- | ---------------------------------------- |
| 1      | Như Phương & Hoàng Dương | 9-10 | Phú Thọ               | Dancesport                          | —                                        |                                          | —                                        |                                          |
| 2      | Nguyễn Minh Châu         | 7    | Hà Nội                | Nhảy hiện đại                       |                                          |                                          |                                          |                                          |
| 3      | Gia Anh & Hoài Anh       | 4-5  |                       | Hiphop                              | —                                        | —                                        | —                                        |                                          |
| 4      | Dương Anh Thái           | 8    |                       | Dancesport                          | —                                        | —                                        | —                                        |                                          |
| 5      | Nhóm Twinsgirl           | 7    |                       | Nhảy hiện đại                       | —                                        | —                                        | —                                        |                                          |
| 6      | Trung Tín & Anh Thư      | 6-9  |                       | Dancesport                          | —                                        | —                                        | —                                        |                                          |
| 7      | Nguyễn Hoàng Vân         | 8    | Thành phố Hồ Chí Minh | Dancesport                          |                                          |                                          |                                          |                                          |
| 8      | Nguyễn Lê Uyên Nhi       | 10   | Thành phố Hồ Chí Minh | Dancesport / Hiphop / nhảy hiện đại |                                          |                                          |                                          |                                          |
| 9      | Nam Anh & Thùy Dương     | 10   | Hà Nội                | Dancesport                          |                                          | Nam Anh                                  | Thùy Dương                               |                                          |
| 10     | Lê Bảo Anh               | 9    | Hà Nội                | Múa đương đại                       |                                          | —                                        | —                                        |                                          |
| 11     | Đinh Ngọc Bảo Châu       | 10   | Thành phố Hồ Chí Minh | Dancesport / Nhảy hiện đại          | —                                        | 1                                        | —                                        |                                          |

1 Đội Đoan Trang - Hà Lê quyết định phá luật (theo quy định mỗi đội 10 thí sinh) nghĩa là đội có 11 thí sinh.

### Vòng đối đầu
Khác so với mùa giải trước, các trận đối đầu sẽ được truyền hình trực tiếp trong 2 tuần liền. MC là Ốc Thanh Vân và Thành Trung.
Mỗi đội sẽ chia 10 thí sinh trong đội của mình làm 5 nhóm nhảy đôi (ba), đồng thời chọn cho mỗi đôi bài nhảy và thể loại. Hai (ba) thí sinh này sẽ được chính huấn luyện viên hướng dẫn để có phần trình diễn tốt nhất trên sân khấu.
Sau thời gian hướng dẫn, vòng đối đầu được trực tiếp lên sóng. Hai thí sinh bước ra cùng trình diễn tiết mục đã được tập trước các huấn luyện viên. Sau cuộc thi đấu, các đội đưa ra lời nhận xét. Hai đội còn lại có thể đưa ra dự đoán thí sinh lọt vào vòng trong theo ý thích, nhưng quyền quyết định thí sinh nào ở lại và thí sinh nào ra về lại thuộc về huấn luyện viên chủ quản của hai thí sinh đó. Có tiết mục 1 thí sinh đi tiếp hoặc cả hai thí sinh đi tiếp và 2 thí sinh bị loại, và đội khác sẽ cướp thí sinh bị loại của đội kia để bước vào vòng tiếp theo.
Chú thích
     – Thí sinh chiến thắng trận đấu đối đầu trực tiếp
     - Thí sinh thua trận đấu đối đầu nhưng được HLV bấm nút cứu ngay sau đó
| Tuần               | Thứ tự | Huấn luyện viên          | Thí sinh 1 | Thí sinh 2   | Thí sinh 3 | Thể loại                   |
| ------------------ | ------ | ------------------------ | ---------- | ------------ | ---------- | -------------------------- |
| Tuần 1 (25/7/2015) | 1      | Đoan Trang & Hà Lê       | Như Minh   | Như Phương   | -          | Hiphop / Dancesport        |
| Tuần 1 (25/7/2015) | 2      | Thủy Tiên & Lâm Vinh Hải | Trung Hiếu | Mai Lan      | -          | Múa / Dancesport           |
| Tuần 1 (25/7/2015) | 3      | Minh Hằng & Phan Hiển    | Hoàng Vân  | Thùy Dương 1 | -          | Broadway / Dancesport      |
| Tuần 1 (25/7/2015) | 4      | Đoan Trang & Hà Lê       | Hà An      | Yến Trang    | -          | Múa đương đại              |
| Tuần 1 (25/7/2015) | 5      | Thủy Tiên & Lâm Vinh Hải | Thùy Dương | Bảo Anh      | -          | Múa đương đại / Dancesport |
| Tuần 1 (25/7/2015) | 6      | Minh Hằng & Phan Hiển    | Vi Khanh   | Minh Đức     | -          | Múa đương đại / Dancesport |
| Tuần 1 (25/7/2015) | 7      | Minh Hằng & Phan Hiển    | Đức Minh   | Thu Trang    | -          | Múa đương đại / Dancesport |
| Tuần 1 (25/7/2015) | 8      | Đoan Trang & Hà Lê       | Linh Chi   | Hoàng Dương  | Bảo Châu 2 | Hiphop / Dancesport        |
| Tuần 2 (1/8/2015)  | 1      | Thủy Tiên & Lâm Vinh Hải | Gia Hưng   | Gia Đạt      | -          | Hiphop / Dancesport        |
| Tuần 2 (1/8/2015)  | 2      | Đoan Trang & Hà Lê       | Uyên Nhi   | Hà My        | -          | Đương đại / Dancesport     |
| Tuần 2 (1/8/2015)  | 3      | Thủy Tiên & Lâm Vinh Hải | Thu Trang  | Thiên Kim    | -          | Jazz / Dancesport          |
| Tuần 2 (1/8/2015)  | 4      | Minh Hằng & Phan Hiển    | Long Khánh | Hà An        | -          | Đương đại / Dancesport     |
| Tuần 2 (1/8/2015)  | 5      | Đoan Trang & Hà Lê       | Nam Anh    | Châu Anh     | -          | Đương đại / Dancesport     |
| Tuần 2 (1/8/2015)  | 6      | Minh Hằng & Phan Hiển    | Bảo Anh    | Kim Thư      | -          | Đương đại / Dancesport     |
| Tuần 2 (1/8/2015)  | 7      | Thủy Tiên & Lâm Vinh Hải | Mỹ Hiền    | Minh Châu    | -          | Đương đại / Dancesport     |

^1  Đội Đoan Trang & Hà Lê cứu Thùy Dương
^2  Đội Minh Hằng & Phan Hiển cứu Bảo Châu

### Liveshow 1: Con ngoan, trò giỏi (8/8/2015)
| Đội                      | MSBC | Thí sinh   | Nhạc phẩm                             | Thể loại               | Kết quả                |
| ------------------------ | ---- | ---------- | ------------------------------------- | ---------------------- | ---------------------- |
| Minh Hằng & Phan Hiển    | 08   | Vy Khanh   | Dhoom tap dance                       | Hiphop - Dancesport    | Khán giả chọn (32,69%) |
| Minh Hằng & Phan Hiển    | 07   | Bảo Châu   | Dhoom tap dance                       | Hiphop - Dancesport    | Bị loại                |
| Minh Hằng & Phan Hiển    | 09   | Minh Đức   | Dhoom tap dance                       | Hiphop - Dancesport    | Minh Hằng chọn         |
| Minh Hằng & Phan Hiển    | 11   | Hoàng Vân  | Lon ton à, lon ton ơi! Ta vui xòe nhé | Đương đại - Dancesport | Bị loại                |
| Minh Hằng & Phan Hiển    | 12   | Kim Thư    | Lon ton à, lon ton ơi! Ta vui xòe nhé | Đương đại - Dancesport | Khán giả chọn (28,21%) |
| Minh Hằng & Phan Hiển    | 10   | Long Khánh | Lon ton à, lon ton ơi! Ta vui xòe nhé | Đương đại - Dancesport | Minh Hằng chọn         |
| Đoan Trang & Hà Lê       | 05   | Nam Anh    | Heart cry                             | Đương đại - Dancesport | Khán giả chọn (24,27%) |
| Đoan Trang & Hà Lê       | 02   | Linh Chi   | Heart cry                             | Đương đại - Dancesport | Khán giả chọn (32,98%) |
| Đoan Trang & Hà Lê       | 01   | Uyên Nhi   | Heart cry                             | Đương đại - Dancesport | Bị loại                |
| Đoan Trang & Hà Lê       | 06   | Như Minh   | Hero (Kung fu panda OST)              | Hiphop - Dancesport    | Đoan Trang chọn        |
| Đoan Trang & Hà Lê       | 04   | Thùy Dương | Hero (Kung fu panda OST)              | Hiphop - Dancesport    | Bị loại                |
| Đoan Trang & Hà Lê       | 03   | Yến Trang  | Hero (Kung fu panda OST)              | Hiphop - Dancesport    | Đoan Trang chọn        |
| Thủy Tiên & Lâm Vinh Hải | 16   | Thu Trang  | River flows to you                    | Đương đại - Dancesport | Thủy Tiên chọn         |
| Thủy Tiên & Lâm Vinh Hải | 14   | Bảo Anh    | River flows to you                    | Đương đại - Dancesport | Thủy Tiên chọn         |
| Thủy Tiên & Lâm Vinh Hải | 15   | Thùy Dương | River flows to you                    | Đương đại - Dancesport | Khán giả chọn (36,61%) |
| Thủy Tiên & Lâm Vinh Hải | 17   | Minh Châu  | You got me up                         | Hiphop                 | Khán giả chọn (18,03%) |
| Thủy Tiên & Lâm Vinh Hải | 13   | Gia Hưng   | You got me up                         | Hiphop                 | Bị loại                |
| Thủy Tiên & Lâm Vinh Hải | 18   | Trung Hiếu | You got me up                         | Hiphop                 | Bị loại                |

### Liveshow 2: Phim hoạt hình (15/8/2015)
| Đội                      | MSBC | Thí sinh   | Nhạc phẩm                                                  | Thể loại                                      | Kết quả                |
| ------------------------ | ---- | ---------- | ---------------------------------------------------------- | --------------------------------------------- | ---------------------- |
| Minh Hằng & Phan Hiển    | 09   | Minh Đức   | Despicable Me 2 OST - Minions OST - I Will Always Love You | Freestyle - Dancesport                        | Minh Hằng chọn         |
| Minh Hằng & Phan Hiển    | 12   | Kim Thư    | Despicable Me 2 OST - Minions OST - I Will Always Love You | Freestyle - Dancesport                        | Minh Hằng chọn         |
| Minh Hằng & Phan Hiển    | 08   | Vy Khanh   | Harry Potter OST - Hòn đá Phù thủy OST                     | Đương đại - Dancesport                        | Khán giả chọn (46,9%)  |
| Minh Hằng & Phan Hiển    | 10   | Long Khánh | Harry Potter OST - Hòn đá Phù thủy OST                     | Đương đại - Dancesport                        | Bị loại                |
| Đoan Trang & Hà Lê       | 05   | Nam Anh    | That's My World (Bảy Viên Ngọc Rồng OST)                   | Hip hop - Đương đại - Dancesport - Blacklight | Đoan Trang chọn        |
| Đoan Trang & Hà Lê       | 06   | Như Minh   | That's My World (Bảy Viên Ngọc Rồng OST)                   | Hip hop - Đương đại - Dancesport - Blacklight | Bị loại                |
| Đoan Trang & Hà Lê       | 02   | Linh Chi   | Cô bé quàng khăn đỏ OST - Tiên hắc ám OST                  | Đương đại - Dancesport                        | Đoan Trang chọn        |
| Đoan Trang & Hà Lê       | 03   | Yến Trang  | Cô bé quàng khăn đỏ OST - Tiên hắc ám OST                  | Đương đại - Dancesport                        | Khán giả chọn (63,45%) |
| Thủy Tiên & Lâm Vinh Hải | 14   | Bảo Anh    | Tom và Jerry OST                                           | Jazz - Chacha                                 | Bị loại                |
| Thủy Tiên & Lâm Vinh Hải | 16   | Thu Trang  | Tom và Jerry OST                                           | Jazz - Chacha                                 | Thủy Tiên chọn         |
| Thủy Tiên & Lâm Vinh Hải | 15   | Thùy Dương | Rio OST                                                    | Đương đại - Dancesport                        | Thủy Tiên chọn         |
| Thủy Tiên & Lâm Vinh Hải | 17   | Minh Châu  | Rio OST                                                    | Đương đại - Dancesport                        | Khán giả chọn (47%)    |

### Liveshow 3: Tự chọn (22/8/2015)
| Đội                      | MSBC | Thí sinh   | Nhạc phẩm                                                                  | Thể loại                        | Kết quả             |
| ------------------------ | ---- | ---------- | -------------------------------------------------------------------------- | ------------------------------- | ------------------- |
| Minh Hằng & Phan Hiển    | 08   | Vy Khanh   | Nhật Ký Của Mẹ                                                             | Bê đỡ - Dancesport              | Khán giả chọn (%)   |
| Minh Hằng & Phan Hiển    | 09   | Minh Đức   | Swan Lake - Recess - Single Ladies                                         | Ba lê - Hiphop - Dancesport     | Bị loại             |
| Minh Hằng & Phan Hiển    | 12   | Kim Thư    | Hòa tẩu nhạc cụ dân tộc                                                    | Múa mâm                         | Minh Hằng chọn      |
| Đoan Trang & Hà Lê       | 02   | Linh Chi   | Singin' in the Rain                                                        | Đương đại - Dancesport          | Bị loại             |
| Đoan Trang & Hà Lê       | 03   | Yến Trang  | Harder - Better - Faster - Stronger                                        | Hiphop - Đương đại - Dancesport | Khán giả chọn (50%) |
| Đoan Trang & Hà Lê       | 05   | Nam Anh    | Bring me to life                                                           | Đương đại - Dancesport          | Đoan Trang chọn     |
| Thủy Tiên & Lâm Vinh Hải | 15   | Thùy Dương | When Will My Life Begin? (Công chúa tóc mây OST) - Don't touch my hair hoe | Đương đại - Dancesport          | Bị loại             |
| Thủy Tiên & Lâm Vinh Hải | 16   | Thu Trang  | Can't Be Tamed - Archangel                                                 | Đương đại - Dancesport          | Thủy Tiên chọn      |
| Thủy Tiên & Lâm Vinh Hải | 17   | Minh Châu  | Đứa Bé - The Bump Dub                                                      | Đương đại - Dancesport          | Khán giả chọn (%)   |

### Liveshow 4: Chung kết (29/8/2015)
| Đội                      | MSBC | Thí sinh  | Nhạc phẩm 1                        | Thể loại 1             | Nhạc phẩm 2                                                         | Thể loại 2                    | Kết quả            |
| ------------------------ | ---- | --------- | ---------------------------------- | ---------------------- | ------------------------------------------------------------------- | ----------------------------- | ------------------ |
| Minh Hằng & Phan Hiển    | 08   | Vy Khanh  | Đã Hơn Một Lần                     | Múa vòng, Dancesport   | Hoa Gạo                                                             | Đương đại - Dancesport        | Giải vàng (39.08%) |
| Minh Hằng & Phan Hiển    | 12   | Kim Thư   | Bản giao hưởng phượng hoàng        | Đương đại - Dancesport | Hoa Gạo                                                             | Đương đại - Dancesport        | Giải đồng (6.28%)  |
| Đoan Trang & Hà Lê       | 03   | Yến Trang | Sóng lụa ven đô                    | Đương đại              | Khát Vọng                                                           | Múa bóng                      | Giải bạc (37.78%)  |
| Đoan Trang & Hà Lê       | 05   | Nam Anh   | Final Count Down - Tăng Ga         | Dancesport             | Khát Vọng                                                           | Múa bóng                      | Giải đồng (5,63%)  |
| Thủy Tiên & Lâm Vinh Hải | 16   | Thu Trang | This Moment                        | Đương đại - Dancesport | Saga - I like to move it - Party Rock Antherm - Twerk It Like Miley | Xiếc - Đương đại - Dancesport | Giải đồng (2.36%)  |
| Thủy Tiên & Lâm Vinh Hải | 17   | Minh Châu | Dark Horse - Run the World (Girls) | Đương đại - Dancesport | Saga - I like to move it - Party Rock Antherm - Twerk It Like Miley | Xiếc - Đương đại - Dancesport | Giải bạc (8.87%)   |